# Пітер Паркер (персонаж Insomniac Games)
Люди́на-паву́к / Спа́йдермен (англ. Spider-Man) — персонаж-супергерой, який спершу був створений компанією Insomniac Games для відеоігри Marvel's Spider-Man 2018 року. На основі оригінального однойменного персонажа, створеного Стеном Лі та Стівом Дітко, персонаж був створений за участі різних письменників, включаючи письменників Insomniac Games Джона Паркетта та Бенджаміна Арфмана, автора ігор Келсі Бічам, а також випускників Marvel Comics Христоса Ґейджа та Дена Слотта, а його озвучує Юрій Ловенталь. Він має три фірмові костюми: Advanced Suit, Velocity Suit, розроблений Аді Грановим, і Resilient Suit, розроблений Габріеле Делл'Отто.
Людина-павук від Insomniac зображений як більш зріла і досвідчена версія персонажа, який протягом восьми років боровся з різними суперлиходіями в якості захисника міста, але все ще намагається збалансувати своє супергеройське альтер-его з життям Пітера Паркера.
Пізніше персонаж був створений у безперервності Marvel Comics як альтернативна версія Людини-павука в мультивсесвіті спільного всесвіту в альтернативній реальності під назвою «Земля-1048». Він отримав книжкову адаптацію разом із допоміжною серією коміксів із новою картиною супергероя. Погляд Insomniac на супергероя отримав позитивну критичну оцінку за їх роботу над старшою та більш зрілою роллю в порівнянні з іншими адаптаціями персонажа, причому багато хто навіть вважав його остаточною версією персонажа у відеоіграх. Персонаж був проданий приблизно на початку 2018 року під час ажиотажу щодо випуску відеоігор про супергероїв на PlayStation 4, і його дизайн переповнився різними товарами.
Модель обличчя персонажа була змінена для Marvel's Spider-Man: Miles Morales і Marvel's Spider-Man Remastered, щоб краще відповідати зображенню обличчя Юрія Ловенталя. Ця зміна викликала неоднозначну реакцію.

## Розробка

### Створення
Вважалося, що кілька персонажів із Marvel Comics мають власну гру, розроблену Insomniac Games, але остаточним вибором команди було адаптувати Людину-павука у власній відеогрі. Це було пов’язано з тим, що він і його справжня особистість Пітер Паркер був більш близьким до персоналу, ніж інші персонажі Marvel, такі як Тор і Залізна людина, що поділяв генеральний директор Insomniac Тед Прайс. Людина-павук тоді став першою ліцензованою власністю Insomniac за 22 роки.
Креативний директор Браян Інтіхар співпрацював з командою сценаристів під керівництвом головного сценариста Джона Пакетта, щоб створити оригінальний погляд на Людину-павука, який залишився вірним оригіналу. Пакетт згадується, що він зазвичай підписався на Людину-павука («The Amazing Spider-Man» і «The Spectacular Spider-Man»), а також на комікси про Тора про «Буні» у молодшому віці до того, як він відвідував кіношколу.  Поряд з Пакетт, історію написали Бен Арфман і Келсі Бічам. Сценарій написав комікс і сценарист Крістос Ґейдж, а автор коміксів Ден Слотт надав додаткову історію.   Insomniac досліджував різні ітерації персонажа, щоб зрозуміти, що створило захоплюючу історію про Людину-павука, після чого Пакетт сказав: «Добре, давайте забудемо все це», прагнучи не черпати зайвого з жодної окремої версії. Один урок, який команда витягла з дослідження, полягав у тому, що щоразу, коли Людина-павук перемагає, Пітер Паркер програє, і навпаки. Інтіхар сказав, що від задуму гра була такою ж історією як Паркер, як і Людина-павук.  Команда свідомо уникала переказу походження Людини-павука, міркуючи, що всім відомо, що Людину-павука вкусив радіоактивний павук. 
Юрій Ловентал озвучує Людину-павука / Пітера Паркера, але спочатку було небажання брати його на роль, оскільки раніше він озвучував характерно іншого головного героя в Sunset Overdrive, і вважалося, що він не здатний створити кардинально іншу роль. продуктивність.  Проте Пакетт довіряв його акторським здібностям і переконав студію взяти його на роль.  Працюючи з режисером озвучування Крісом Ціммерманом, Ловентал намагався розрізнити свої голоси для Паркера в його цивільному житті, де він більш ніжний, і як Людина-павук, де він більш впевнений. В результаті він витратив велику кількість часу, працюючи над своїм виступом, щоб досягти балансу. Протягом розробки гри Ловентал працював із двома каскадерами.  

### Дизайн
Insomniac хотів модернізувати дизайн костюма Людини-павука, віддаючи данину оригінальному дизайну Стіва Дітко. Новий удосконалений дизайн костюма зберігає традиційну червоно-блакитну колірну гамму, великий білий символ павука, що тягнеться через тулуб, рукавички, схожі на рукавиці, і дизайн у кросівок, заснований на спортивному вбранні замість чобіт до коліна.  Артдиректор Джасінда Чу сказала, що метою дизайну було створити те, що одягне "23-річний потенційний супергерой" у Нью-Йорку 2018 року. Чу порівняв одяг із компресійним одягом і сказав, що кожен колір представляє різні матеріали. Синій є найбільш гнучким, червоний товстіший для додаткового захисту від незначних травм, а білий забезпечує найбільший захист, оскільки закриває його груди, руки і ноги.  
Velocity Suit — ще один оригінальний костюм, розроблений художником коміксів Аді Грановим.   Костюм зображений у сяючому червоно-сірому дизайні та має металеві панелі.  

## Резюме
Пітер Паркер був світлим, розумним і щирим, але сором’язливим, відстороненим і замкнутим 15-річним старшокласником   який отримав надлюдські здібності, схожі на павука після того, як його вкусив генетично модифікований павук під час поля. подорож. Використовуючи таємну особу, Паркер використовує ці здібності, щоб захистити жителів Нью-Йорка як супергерой-Людина-павук, щоб спокутувати свого дядька/прийомного батька по батькові: вбивство Бена Паркера від рук грабіжника, щось для за яку він був частково відповідальний і який постійно переслідує його, спочатку намагаючись використати свої здібності для особистої вигоди.  Через вісім років своєї кар'єри супергероя 23-річний Паркер став досвідченим і майстерним борцем зі злочинністю, який вступає в конфлікти з різними суперлиходіями.    Він працює дослідником-лаборантом у свого друга та наставника доктора Отто Октавіуса, але все ще намагається збалансувати своє супергеройське альтер-его та особисте життя. У його боротьбі йому допомагають безстрашна репортерка Daily Bugle Мері Джейн Вотсон, його колишня однокласниця і колишня дівчина  а також капітан поліції Нью-Йорка Юрій Ватанабе. У цивільному житті Паркера підтримує його тітка Мей.    Пригода Людини-павука знайомить його з іншими персонажами, включаючи афро-пуерто-рикансько-американського підлітка: Майлза Моралеса  та його батьків, офіцера поліції Нью-Йорка Джефферсона Девіса і Ріо Моралеса, генерального директора Oscorp і мера Нью-Йорка Нормана Осборна  та Сільвер Саблінова, керівник приватної військової компанії Sable International. 

## Поява
Персонаж був розроблений в основному для відеоігри «Людина-павук» 2018 року, а пізніше з’явився в доповненні «Людина-павук: Місто, яке ніколи не спить» для PlayStation 4. Офіційний роман-приквел під назвою « Людина-павук: Вороже захоплення» був випущений 21 серпня 2018 року ще до відеоігри. У ньому детально описується бій Людини-павука з книжковою версією Кривавого павука та зображено суперництво між Паркером і Кінгпіном до подій гри.
Потім персонаж з’являється в сюжетній лінії коміксів про Павука-Геддона 2018 року, написаній Крістосом Ґейджем, продовженням « Віршів-павуків» 2014 року, що об’єднує різні варіації супергероїв на тему Людини-павука з мультивсесвіту Marvel Comics для боротьби зі спадкоємцями. Вперше він був випущений 26 вересня 2018 року. У коміксі всесвіт персонажа позначено як Земля-1048. Історія Павука-Геддона відбувається після подій гри, а також представляє всесвітню версію Тарантула. Художники Insomniac надали для серіалу варіанти обкладинок коміксів.   Ґейдж вважав, що «здавалося, що це ідеальний час», щоб включити персонажа в масові комікси.
У березні 2019 року вийшов комікс із шести випусків під назвою « Людина-павук: Місто війни». Він слідкує за подіями гри та представляє деякі нові події. Серія опублікована Marvel, написана Деннісом Хоуплессом, а мистецтво — Мішель Бандіні, а обкладинки — Клейтон Крейн, Девід Накаяма, Херардо Сандовал і Аді Гранов.    Другий мінісеріал « Людина-павук: Швидкість» вийшов у серпні 2019 року. Також написано Безнадійно, з мистецтвом Еміліо Laiso, мінісеріал відбувається після подій гри, деталізуючи зіткнення Людини-павука з суперлиходієм Swarm, і роботу Мері Джейн з репортером Бен Urich. У 2020 році вийшов третій мінісеріал « Людина-павук: Чорний кіт вдарить». Написаний Hopeless разом із мистецтвом Луки Марески, мінісеріал адаптує події завантажуваного контенту «Місто, яке ніколи не спить», а також детальніше розповідає про стосунки Людини-павука та Чорного кота.  Пітер з’являється незначно в продовженні фільму «Marvel's Spider-Man», «Marvel's Spider-Man: Miles Morales», де він допомагає своєму ставленику Майлзу Моралесу підкорити Носорога, перш ніж відправитися в Симкарію, щоб приєднатися до Мері Джейн, щоб висвітлювати громадянську війну, яка там відбувається, ненадовго приєднавшись до Daily Bugle як позаштатний фотограф. Він повертається в кінці гри, де вихваляє зростання Майлза як героя після того, як останній зупиняє війну між Підпільником і Роксоном і вирушає разом з ним боротися зі злочинністю, пізніше в грі з Майлзом розкривається, що він бере перерва від боротьби зі злочинністю, щоб зосередитися на ремонті старого будинку тітки Мей у Квінсі, куди він і Мері Джейн вирішили переїхати разом, а також зосередитися на пошуку нової роботи. 
Хоча анімаційний фільм 2018 року « Людина-павук: Через всесвіт» не демонструє явного вигляду цієї ітерації «Людини-павука», його вдосконалений костюм багаторазово з’являється на задньому плані протягом усього фільму і більш помітний в останніх титрах.  Персонаж згадується в назві для запуску PlayStation 5 Astro's Playroom, яка виступає як святкування численних франшиз PlayStation.

## Мерчандайзинг і маркетинг
Ілюстрація, присвячена відомим художником коміксів Алексом Россом, що зображує персонажа, була представлена Game Informer ще до виходу гри. Персонаж також був висвітлений у рекламному ролику в стилі блокбастера в прем'єрі американського футболу NBC 2018 року на драфті НФЛ у четвер ввечері.
Навколо випуску гри пакети PlayStation 4 Pro включали офіційні скіни логотипу персонажа під назвою «Amazing Red».
Різні товари персонажа були продані до виходу гри. Фігурки були виготовлені такими компаніями, як Diamond Select Toys, які випускають 10-дюймів (250 мм) статуя Людини-павука разом із Sideshow Collectibles випустили дві статуї в масштабі 1/6, обидві засновані на грі, одна з Людиною-павуком у стелс-костюмі та інша в його костюмі-павука, включаючи гітару та павук-дрон. Sideshow Collectibles також оголосила про Людину-павука у швидкісному костюмі від Hot Toys.  Hasbro випустила фігурку Людини-павука від Marvel Legends з відеоігри як ексклюзив GameStop.  Була випущена фігурка персонажа Funko Pop, яка також була ексклюзивною для GameStop. Виготовлено такий одяг, як толстовки та футболки персонажа та вдосконалений костюм.

## Сприйняття
Зображення Пітера Паркера в Insomniac Games було добре прийнято. Джонахан Дорнбуш з IGN високо оцінив зосередженість гри на Паркері та відзначив Юрія Ловенталя за його «емоційну чесність», що зробило його одним з улюблених зображень персонажа Дорнбуша. Дом Неро з Esquire оцінив персонажа як одну з найкращих версій Людини-павука, яку він бачив. Йому сподобалося те, як Insomniac зобразив мораль Людини-павука, водночас дозволяючи йому «надрати жопу». Він також похвалив те, як це вплинуло на перехід у доросле життя. Ноель Ренсом із Vice вважав, що його можна визначити за труднощі в досягненні «величі», похвалив Інсомніак за ризик зобразити більш зрілого Пітера, а також за нещастя оригінальної Людини-павука.
Джош Гармон з Electronic Gaming Monthly вважає, що розповідь персонажа є однією з найцікавіших речей у грі. Він похвалив сценаристів за їхнє розуміння Людини-павука та героїв загалом, що, на його думку, було оброблено краще, ніж інші комічні адаптації їхніх героїв. Метт Ґолдберґ з Collider вважав, що Insomniac добре зрозумів «етос» Людини-павука та кинув йому виклик унікальними способами.
Персонаж був названий улюбленим персонажем відеоігор на нагороді Gamers' Choice Awards у 2018 році  Ресурси Comic Book Resources розцінили вдосконалений костюм як один із найкращих альтернативних костюмів Людини-павука.

### Суперечки про заміну моделі обличчя в грі
Після оголошення про ремастеринг Marvel's Spider-Man як запуску на PlayStation 5, Insomniac Games повідомили, що нова модель обличчя, надана Беном Джорданом, буде впроваджена в гру, щоб краще відповідати знімку обличчя, зробленому Юрієм. Ловенталь.  Розкриття нової моделі обличчя викликало серйозні поляризуючі реакції шанувальників і критиків, а розробники навіть отримували погрози смертю та вимоги змінити його назад. Багато хто посилається на те, що нова модель обличчя виглядає значно молодше, ніж оригінальна модель обличчя, надана Джоном Бубняком, і її порівнюють з актором Томом Голландом, який зображує Пітера Паркера у Кіновсесвіті Marvel.
Після виходу фільмів «Людина-павук: Майлз Моралес» і «Людина-павук Remastered» реакція критиків і шанувальників про обличчя була більш прихильною. Push Square назвав це «досить хорошим»  а Comic Book Movie вказав, що «він не виглядав так погано, як спочатку здавалося», а також сказав, що «можливо, що всі трохи перестаралися».  Незважаючи на тепліший прийом після виходу, гравці та критики, зокрема Кріс Штукманн, розкритикували цю зміну як непотрібну, дратівливу та навіть шкідливу для Майлза Моралеса та ремастера. Штукманн заявив, що оригінальне обличчя зробило Пітера більш «живим» і відчував себе як Людину-павука, і що ця зміна негативно вплинула на стосунки Майлза та Пітера, зауваживши, що він виглядав «занадто молодим», щоб правдоподібно бути наставником Майлза.

## Подальше читання
- Davies, Paul; Kirby, Jack A.; Ditko, Steve (2018). Marvel's Spider-Man: The Art of the Game (англ.). Titan Publishing Group. ISBN 9781785657962.